# آپر وینچندون
آپر وینچندون (به انگلیسی: Upper Winchendon) یک روستا و محله مدنی در بریتانیا است که در الزبری ول واقع شده‌است. آپر وینچندون ۸۷ نفر جمعیت دارد.